# Synagogenbezirk Borken
Der Synagogenbezirk Borken mit Sitz in Borken, heute eine Stadt im Kreis Borken in Nordrhein-Westfalen, wurde nach dem Preußischen Judengesetz von 1847 geschaffen.
Der Synagogenbezirk wurde 1856 eingerichtet und umfasste die jüdischen Gemeinden in Borken, Gemen, Heiden, Raesfeld, Ramsdorf, Reken und Velen.